# 針谷奎人
針谷 奎人（はりや けいと、2003年5月18日 - ）は、東京都出身のサッカー選手。ポジションはDFもしくはMF。

## クラブ歴
船橋市立船橋高等学校出身で、2022年1月2日にシンガポールプレミアリーグ所属のアルビレックス新潟シンガポールへの加入が発表された。2月19日のシンガポール・チャリティーシールドでフル出場して選手初出場を記録した。
2024年1月30日に同じくシンガポールプレミアリーグ所属のゲイラン・インターナショナルFCに完全移籍した。
2025年7月16日、2024-25シーズン限りでのゲイラン退団が発表された

## プレースタイル
本職のセンターバックとしては178cmと小柄であるが、インターセプトと高い跳躍力を活かしたヘディングが武器であり、ボランチとしてプレーする事も出来る。